# Licence professionnelle
La licence professionnelle est, en France, un diplôme national d'enseignement supérieur de niveau 6 (selon la nomenclature RNCP). C'est un type de licence particulier, comprenant une à trois années de formation qui est accessible après un baccalauréat et jusqu'à deux années d'enseignement supérieur. 
Ce diplôme est conçu pour une insertion directe sur le marché du travail. Toutefois, une poursuite d'études en master reste possible, mais n'est pas de droit, conformément à l'arrêté du 6 décembre 2019. Selon les filières et les établissements, en 2023, environ 5% des diplômés de licence professionnelle choisissent de poursuivre en master. En 2024, 48% des candidats issus de licences professionnelles ont reçu au moins une proposition d'admission et 41% ont reçu une confirmation d'admission.

## Historique
Le diplôme de licence professionnelle est créé en novembre 1999. Il s'agit alors d'un diplôme en un an.
Depuis la rentrée 2021, la licence professionnelle peut s'effectuer en un à trois ans, et est délivrée au terme d'un parcours de 180 crédits ECTS. Elle peut être intégrée après un baccalauréat pour les parcours en 3 ans, ou après l'obtention de 30 à 120 ECTS, et peut donner lieu à la délivrance intermédiaire d'un diplôme universitaire de technologie (DUT) ou d'un Diplôme d'études universitaires scientifiques et techniques (DEUST).

## Enseignements
Les enseignements de licence professionnelle sont suivis sous la responsabilité d'une université, en UFR, à l'IUT, en école, en lycée ou en CFA. Dans le cas d'un IUT, le programme d'enseignement est cadré nationalement,.
La formation dure un à trois ans. Elle peut être suivie en formation initiale, en formation continue, en contrat de professionnalisation, en apprentissage, etc. Elle peut être obtenue par le biais d'une VAE.
Elle vise l'insertion professionnelle immédiatement après l'obtention du diplôme. La formation intègre une mise en situation professionnelle pour le tiers des crédits ECTS obtenus, incluant des périodes de stage (22 à 26 semaines dans le cas particulier du BUT), ainsi que des projets tutorés. Malgré sa finalité d'insertion professionnelle immédiate, elle permet à certains étudiants l'inscription dans certains masters ou écoles (dont des écoles d'ingénieurs).
Le grade national de Licence est conféré aux titulaires d'un diplôme de licence professionnelle.

## Mentions
D'abord offerte dans huit secteurs professionnels et 46 dénominations nationales relevant des secteurs primaire, secondaire et tertiaire[réf. nécessaire], les licences professionnelles couvrent 174 mentions selon la nomenclature nationale de 2015.
En 2023, selon l'ONISEP, il existe 173 mentions.
| Domaines (selon nomenclature ONISEP)         | 2020 | 2023 |
| -------------------------------------------- | ---- | ---- |
| agriculture, animaux                         | 9    | 8    |
| armée, sécurité                              | 6    | 5    |
| arts, culture, artisanat                     | 13   | 11   |
| banque, assurances, immobilier               | 5    | 5    |
| commerce, marketing, vente                   | 14   | 12   |
| construction, architecture, travaux publics  | 10   | 6    |
| économie, droit, politique                   | 16   | 18   |
| électricité, électronique, robotique         | 12   | 11   |
| environnement, énergies, propreté            | 30   | 19   |
| gestion des entreprises, comptabilité        | 16   | 16   |
| histoire/géographie, psychologie, sociologie | 4    | 2    |
| hôtellerie, restauration, tourisme           | 11   | 8    |
| information-communication, audiovisuel       | 18   | 17   |
| informatique, internet                       | 11   | 8    |
| lettres, langues, enseignement               | 4    | 2    |
| logistique, transport                        | 8    | 7    |
| matières premières, fabrication, industries  | 35   | 25   |
| mécanique                                    | 15   | 12   |
| santé, social, sport                         | 19   | 20   |
| sciences                                     | 15   | 12   |
| Total                                        | 271  | 214  |

## Inscription
En 2023, 48 300 étudiants sont inscrits en licence professionnelle (contre 52 400 étudiants en 2018). Le nombre d'inscriptions a augmenté de 18 % en dix ans, contre 10 % en licence généraliste sur la même période, avant d'atteindre un plateau et de décroitre légèrement (à l'instar de toutes les formations supérieures en France). Près d'une personne sur trois est inscrite en contrat d'alternance (contrat de professionnalisation ou contrat d'apprentissage).
Pour des raisons techniques, il est temporairement impossible d'afficher le graphique qui aurait dû être présenté ici.

Légende : (A) Droit 4 %, (B) Économie, gestion, AES 44 %, (C) Lettres, Sciences humaines 11 %, (D) Santé 0 %, (E) Sciences 39 %, (F) STAPS 1 % (2018).
Pour intégrer une licence professionnelle, les étudiants doivent être titulaires d'un baccalauréat ou d'un nombre de crédits ECTS de 30 (un semestre) à 120 (deux ans) telles qu'accordés par un diplôme homologué au niveau 5 par l'État (DÉUG, DUT, BTS, DN-MADE, L2). Les étudiants sont généralement recrutés sur dossier et entretien.
Les étudiants inscrits en licence professionnelle viennent pour 25 % de Section de techniciens supérieurs (BTS), 22 % d'Instituts universitaires de technologie (DUT), 6 % d'université (licence générale, dont 2 % redoublent leur troisième année), et 3 % viennent d'une autre licence professionnelle. Plus de 40 % n’étaient pas inscrits à l’université l'année précédente (données de 2017-2018).
La forte proportion d'étudiants en provenance des sections de techniciens supérieurs (BTS) est parfois jugée paradoxale car les licences professionnelles ont été conçues initialement pour écourter les études des étudiants engagés dans des filières généralistes peu prometteuses en employabilité et non pour allonger le parcours des titulaires de BTS et de DUT, diplômes supposés correspondre aux besoins des entreprises.

## Équivalence en Suisse
En Suisse, la licence professionnelle a pour équivalent le Bachelor HÉS (Haute école spécialisée). Ce dernier s'acquiert après avoir obtenu 180 crédits ECTS et constitue un diplôme professionnel. Les futurs étudiants HÉS acquièrent une expérience professionnelle en entreprise minimale, au moins un an avant de commencer leurs études. De plus, certaines formations HÉS peuvent être effectuées en même temps qu'un emploi, sur une durée plus longue, permettant à l'étudiant de poursuivre ses études tout en exerçant une activité professionnelle à temps partiel. Le Bachelor HÉS-SO concerne les étudiants de Suisse Occidentale, c'est-à-dire les francophones.